# Flughafen Amsterdam Schiphol

i7
i11
i13
Der Flughafen Amsterdam Schiphol (niederländisch Luchthaven Schiphol, englisch Amsterdam Airport Schiphol, IATA-Code: AMS, ICAO-Code: EHAM, Aussprache [ˈsxɪpɦɔl]) ist der internationale Verkehrsflughafen der niederländischen Hauptstadt Amsterdam. Mit 66,8 Millionen Passagieren im Jahr 2024 ist er neben London Heathrow, Istanbul und Paris-Charles-de-Gaulle) einer der größten Flughäfen Europas, im weltweiten Vergleich liegt er auf Rang 17.

## Geschichte

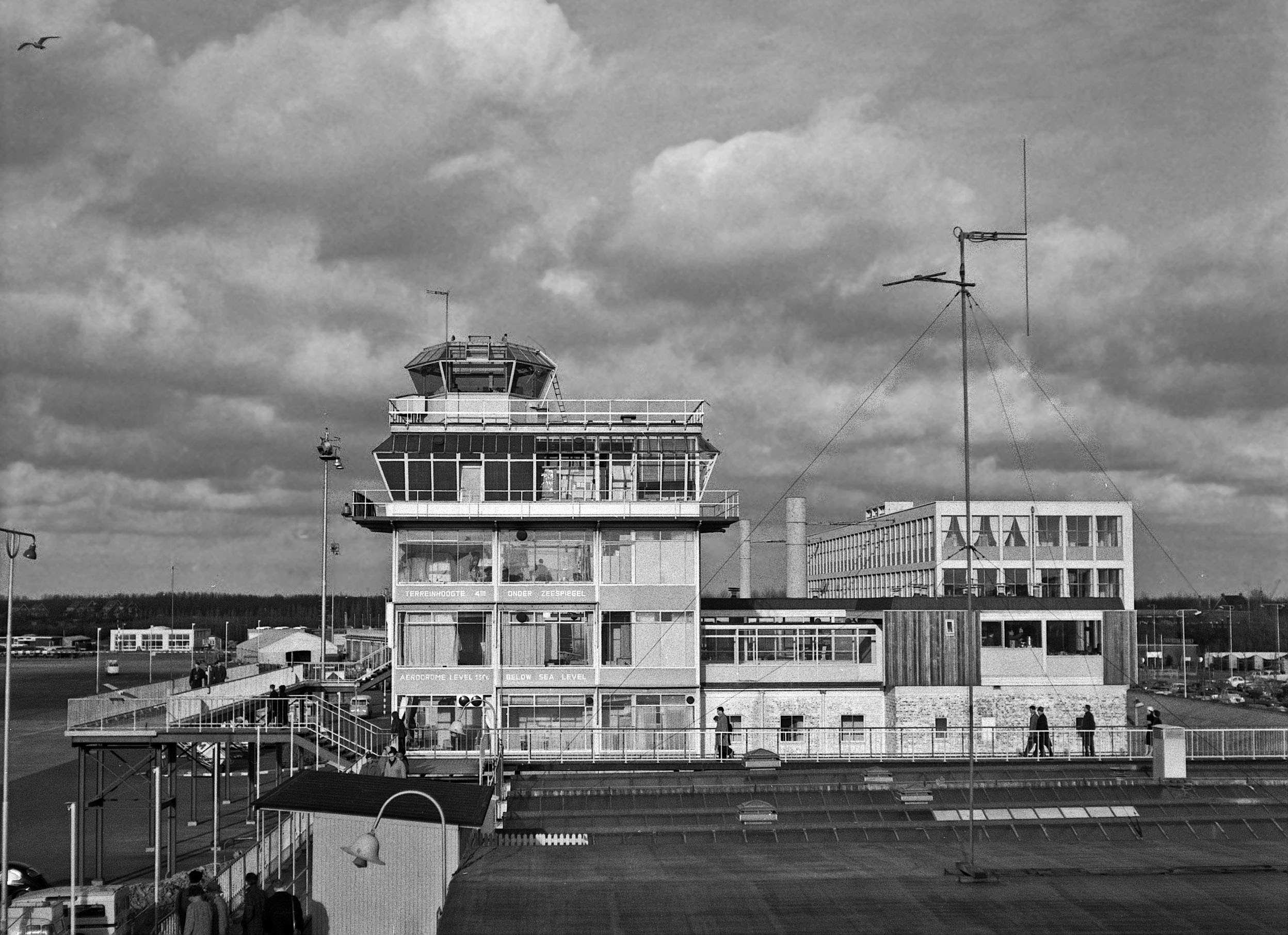
Der Tower im Februar 1960

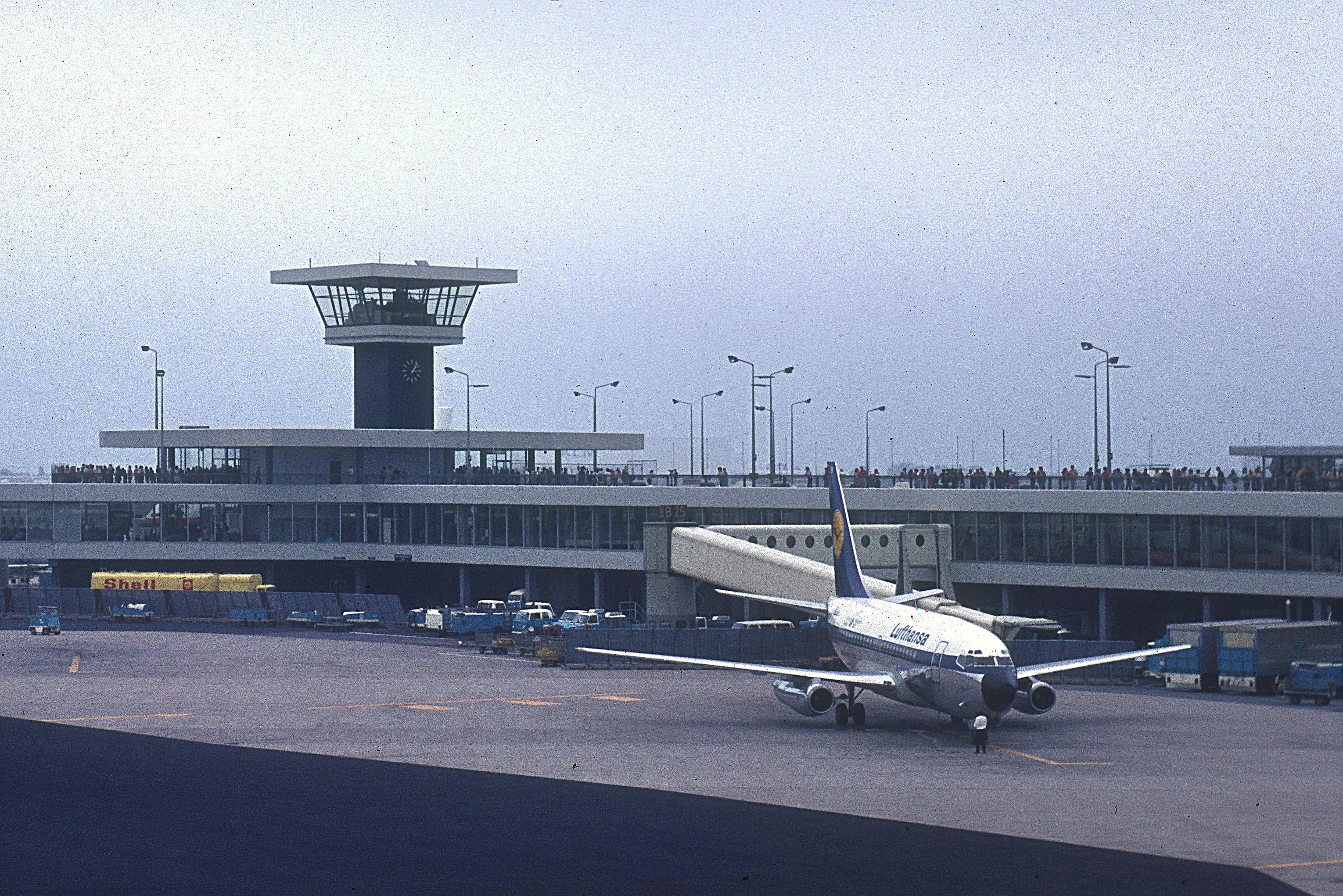
Schiphol 1972

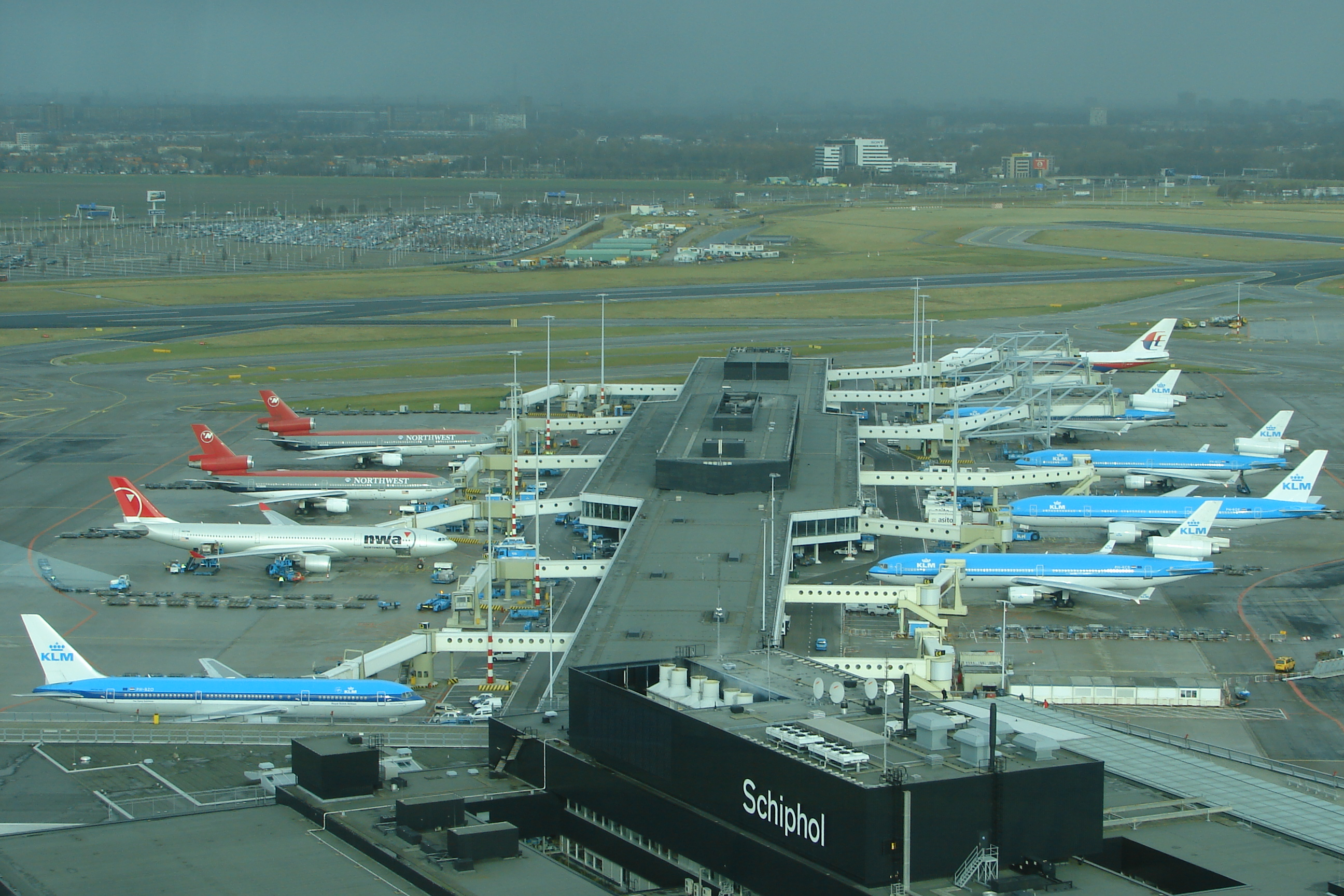
Pier E vom Tower aus gesehen

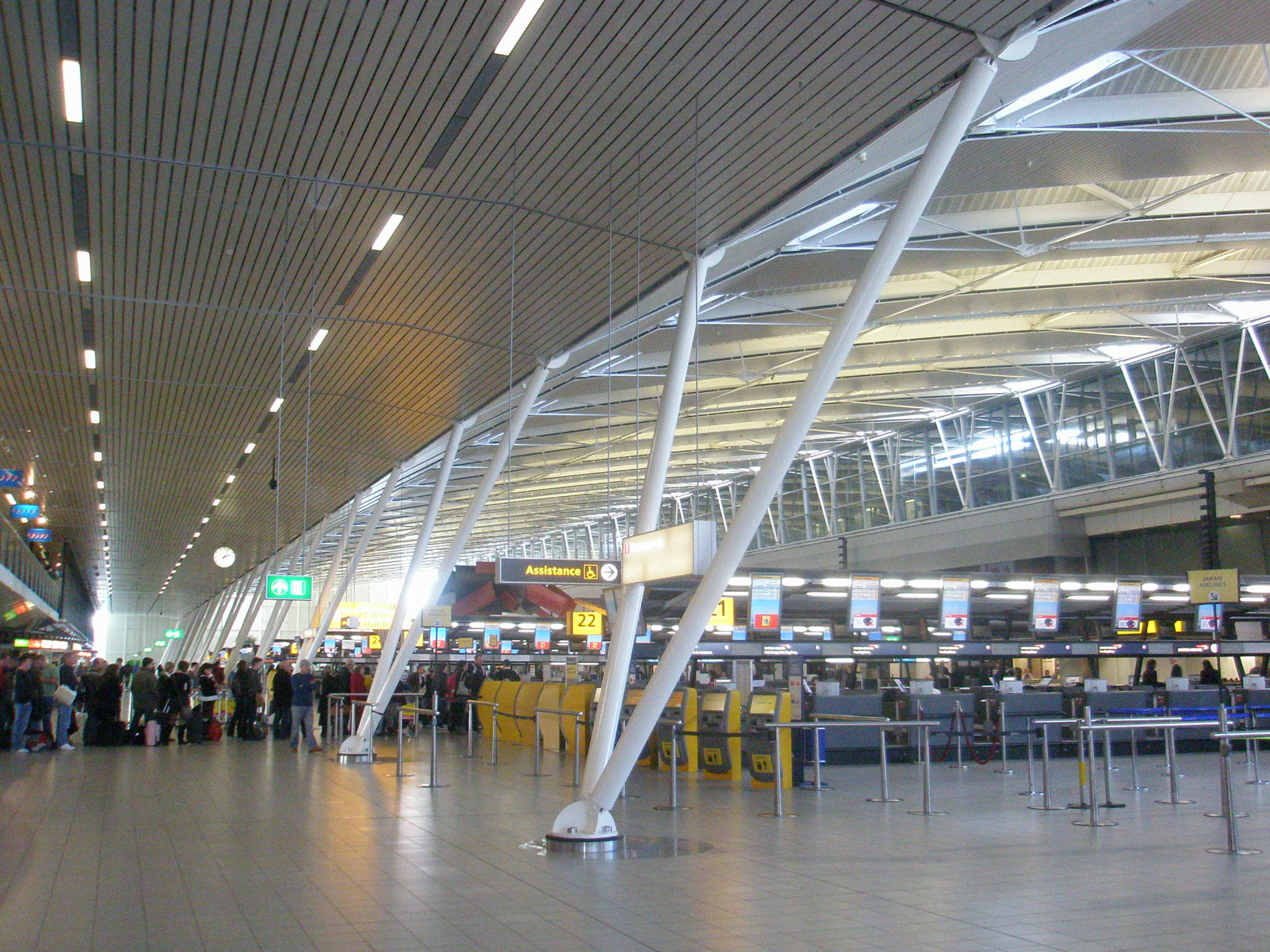
Check-in-Bereich in Halle 3

Schiphol wurde am 16. September 1916 als Militärbasis in Betrieb genommen. Hierbei dienten kleinere Hangars als Flughafengebäude und eine Grasfläche als Start- und Landebahn. Seit der zivilen Luftfahrtnutzung, die am 17. Dezember 1920 begann, heißt der Flughafen Schiphol. Die Ortsbezeichnung Schiphol ist spätestens seit 1447 (Sciphol) nachgewiesen. Über die Bedeutung des Namens Schiphol gibt es eine Vielzahl verschiedener Theorien, wobei der Ursprung nicht feststeht. Einer dieser Hypothesen nach bedeutet Schiphol so viel wie „Schiffsloch“ und sei darauf zurückzuführen, dass in dem früher an der Stelle des heutigen Flughafens gelegenen Binnensee, dem Haarlemmermeer, regelmäßig Schiffe sanken.
Bereits 1935 besaß der Flughafen vier asphaltierte Pisten.
Im Jahre 1940 wurde Schiphol durch die deutsche Wehrmacht besetzt. Von Juni 1940 bis Oktober 1944 lag hier eine Fliegerhorstkommandantur der deutschen Luftwaffe. Aufgrund seiner Lage und des großzügigen Aufbaus diente er in dieser Zeit überwiegend zweimotorigen Bombern als Basis, die von hier aus an der Luftschlacht um England oder dem Unternehmen Steinbock teilnahmen. Als Standort der Luftwaffe war Schiphol im Krieg wiederholt das Ziel von alliierten Angriffen und wurde dadurch beschädigt. Im September 1944 zerstörte die Wehrmacht den Flughafen, um ihn für die anrückenden alliierten Truppen unbrauchbar zu machen. Erst im Juli 1945 konnten wieder Flugzeuge in Schiphol landen. Wenige Monate später fand am Flughafen Schiphol wieder regulärer Flugbetrieb statt. 1949 wurde ein neues Terminalgebäude in Betrieb genommen.
Der zunehmende Flugbetrieb machte eine Erweiterung des Flughafens nach Süden notwendig. 1963 wurde der Bau eines weiteren Terminalgebäudes gestartet. Westlich des ersten Terminals – nun Schiphol-Oost genannt – gelegen, wurde es 1967 als Schiphol-Centrum in Betrieb genommen. Schiphol-Centrum wurde ab 1975 ausgebaut (Halle 2); Schiphol-Oost wurde zum Frachtterminal. Am 21. Dezember 1978 wurde der Flughafenbahnhof eröffnet. Wegen des weiter steigenden Fluggastaufkommens wurde zu Beginn der 1990er Jahre eine dritte Halle ergänzt.
Im Jahr 2003 kam die bislang längste Piste 18R/36L (Polderbaan) hinzu. Zwischen der Zwanenburgbaan und der Polderbaan verlaufen die Verbindungsautobahn A5 und der Kanal Hoofdvaart, die durch eine Rollbahn überquert werden; des Weiteren befindet sich dort der Friedhof Gan Asjalom Hoofddorp der Liberalen Jüdischen Gemeinde von Amsterdam.
Nachdem der Flughafen mehr als hundert Jahre besteht und national bedeutend bzw. führend für die Niederlande ist, erhielt er 2016 durch König Willem-Alexander offiziell das Prädikat königlich (niederländisch koninklijk).
Architekten beziehungsweise Planer für den Flughafen Schiphol sind seit 1988 Benthem Crouwel Architects.

## Lage und Verkehrsanbindung
Schiphol liegt südwestlich von Amsterdam auf dem Gebiet der Gemeinde Haarlemmermeer. Mit einer durchschnittlichen Höhe von etwa drei Metern unter dem Meeresspiegel ist er der am niedrigsten gelegene Flughafen Europas.

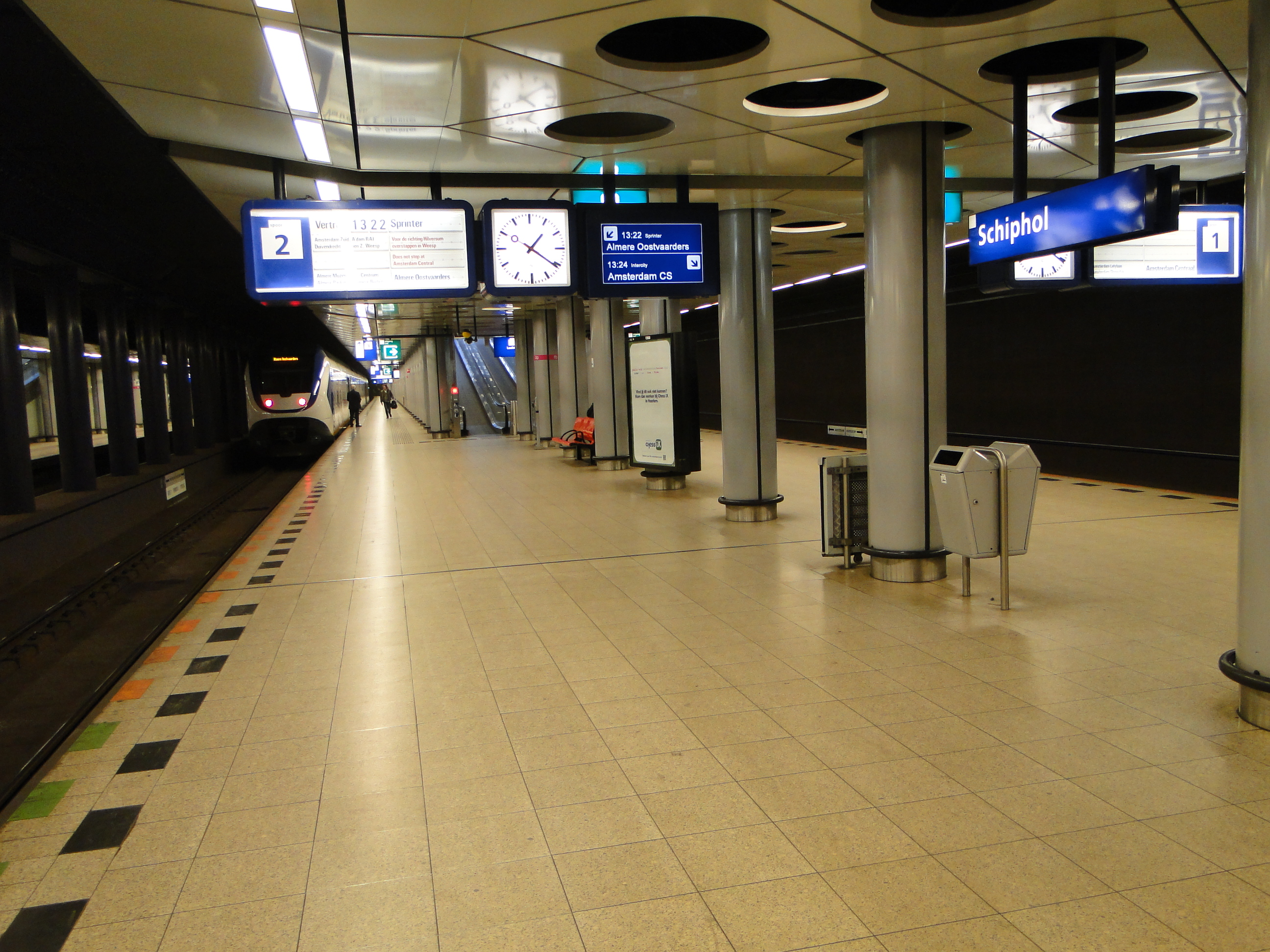
Ansicht des Flughafenbahnhofs

Der Flughafen ist mit dem Bahnhof Schiphol Airport direkt an das europäische Eisenbahn-Hochgeschwindigkeitsnetz angebunden. Es bestehen umsteigefreie Verbindungen mit den NS nach Amsterdam, Utrecht, Leiden, Rotterdam, Eindhoven und Den Haag. Der Eurostar verkehrt mehrmals täglich nach Antwerpen, Brüssel und Paris.
Im ÖPNV ist Schiphol durch die Busse der Amsterdamer Verkehrsbetriebe (GVB) an das Straßenbahn- und Busnetz der niederländischen Hauptstadt angebunden. Im Jahre 1964 war für den Sommerflugplan ein Boots-Shuttle in die Innenstadt eröffnet worden. Die bis zu zweistündige Spazierfahrt zu den Hotels der Innenstadt war auf Touristen ausgerichtet.
Die Autobahn A4 (Amsterdam–Den Haag) hat eine Ausfahrt zum Flughafen. Es existiert für Radfahrer die Möglichkeit, den Flughafen auf Straßen ohne Fahrradverbote zu erreichen.

## Abfertigungsgebäude

### Überblick
Schiphol verfügt über ein Terminal mit den Hallen 1, 2 und 3, die über die zentrale Plaza, in der sich auch der Flughafenbahnhof befindet, miteinander verbunden sind. Jeder der Bereiche besitzt mehrere Piers (insgesamt 8), an denen insgesamt ca. 160 Flugsteige zur Verfügung stehen.

### Halle 1 – Pier B und C
Beide Piers der Halle 1 dienen ausschließlich dem Verkehr innerhalb des Schengen-Raums. In diesen Bereichen werden beispielsweise europäische Flüge der Star Alliance, darunter die der Lufthansa, abgefertigt.

### Halle 2 – Pier D und E
Pier D der Halle 2 dient auf zwei getrennten Ebenen der Abfertigung von Schengen- und Non-Schengen-Flügen, während Pier E ausschließlich für Non-Schengen-Flüge genutzt wird. Hauptnutzerin dieser Halle ist die hier beheimatete KLM.

### Halle 3 – Pier F, G, H und M
Die Piers F und G dienen ebenfalls ausschließlich Non-Schengen-Flügen. Die Piers H und M sind hauptsächlich für Billigfluggesellschaften, darunter easyJet, und deren Non-Schengen- beziehungsweise Schengen-Verbindungen vorgesehen.

## Start- und Landebahnen

Flughafendiagramm

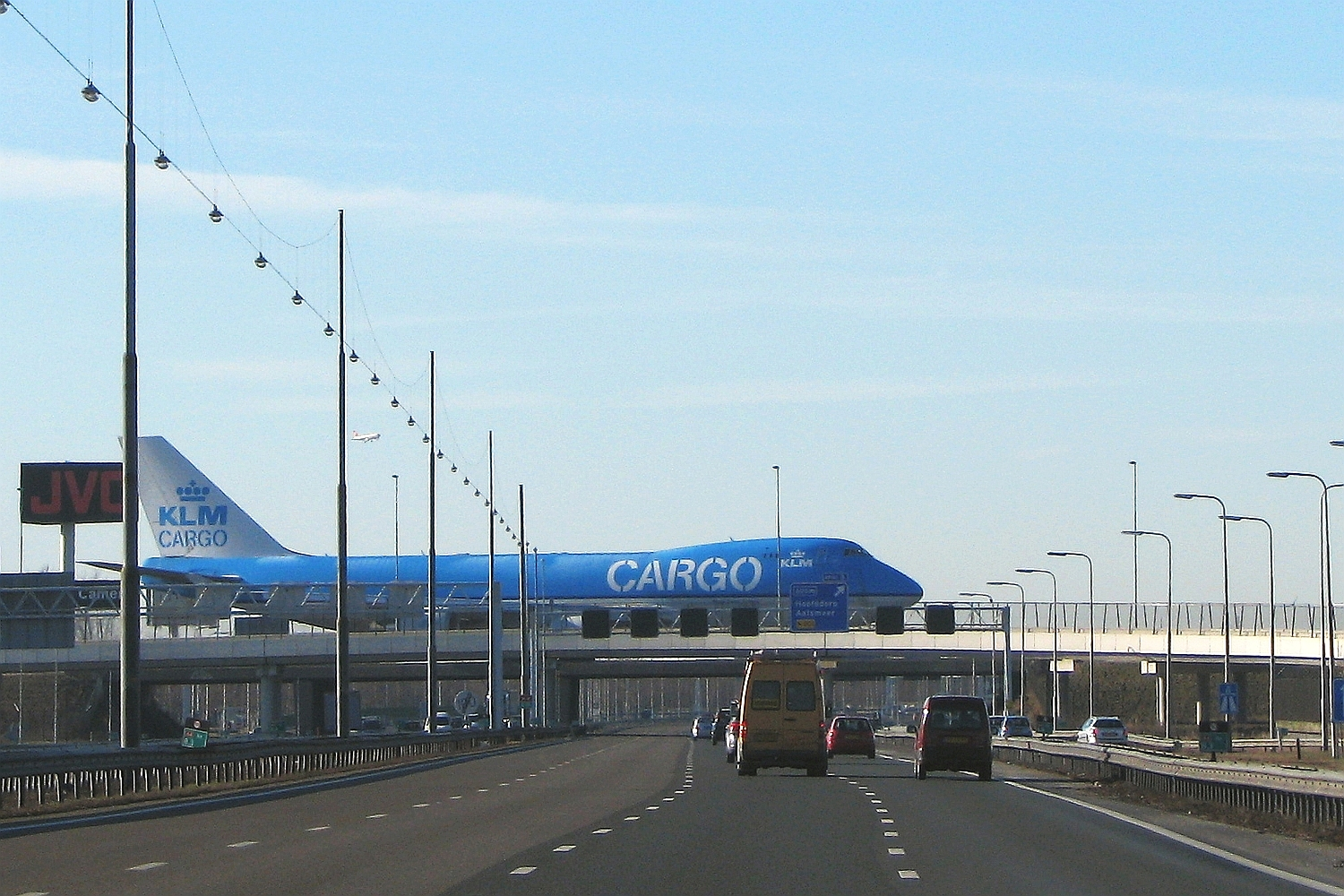
Boeing 747 auf der Taxiway-Brücke über die Autobahn A4 E19

Anders als auf vielen anderen Flughäfen üblich, haben alle sechs Bahnen Namen erhalten. Vier der Pisten (06/24, 09/27, 18C/36C und 18L/36R) beziehen ihren Namen von Ortschaften, die bei Nutzung der Bahnen überflogen werden. Piste 04/22 hat ihren aktuellen Namen Oostbaan von der geografischen Lage im Osten, der historische (und umgangssprachlich noch gebräuchliche) Name Fokkerbaan ist von den ehemaligen Fokker Flugzeugwerken abgeleitet. Der 2003 eröffneten Piste 18R/36L wurde von offizieller Seite der neutrale Name „Polderbaan“ zugeteilt.

## Fluggesellschaften und Ziele
Schiphol ist der Heimatflughafen der niederländischen Fluggesellschaften KLM, Corendon, Martinair, TUI Airlines Nederland und Transavia. Darüber hinaus dient Schiphol als europäisches Drehkreuz für Delta Air Lines sowie als Basis für Vueling und seit 2014 für EasyJet. Delta arbeitet hierbei über Codesharing und als Teil der Luftfahrt-Allianz Skyteam mit KLM zusammen.
Schiphol ist von internationaler Bedeutung für den Luftverkehr und verfügt über zahlreiche europäische und interkontinentale Verbindungen im Passagier- und Frachtverkehr.
Aus dem deutschsprachigen Raum wird Amsterdam von allen größeren Flughäfen bedient. Die nachfragestärksten Verbindungen in den DACH-Raum bestehen nach Frankfurt am Main, München, Zürich und Wien.

## Verkehrszahlen
| Jahr | Passagiere | Fracht in t | Flugbewegungen |
| ---- | ---------- | ----------- | -------------- |
| 1940 | 16.000     | 636         | 1.649          |
| 1950 | 356.000    | 10.637      | 40.876         |
| 1960 | 1.375.000  | 46.423      | 89.560         |
| 1970 | 5.172.000  | 172.323     | 135.520        |
| 1980 | 9.715.000  | 318.080     | 185.836        |
| 1990 | 16.471.000 | 604.485     | 246.504        |
| 2000 | 39.270.610 | 1.222.594   | 432.483        |
| 2001 | 39.531.123 | 1.183.208   | 432.101        |
| 2002 | 40.736.009 | 1.239.800   | 417.120        |
| 2003 | 39.960.400 | 1.306.155   | 403.800        |
| 2004 | 42.541.180 | 1.421.023   | 418.613        |
| 2005 | 44.163.098 | 1.449.855   | 420.736        |
| 2006 | 46.066.050 | 1.526.501   | 440.153        |
| 2007 | 47.794.994 | 1.610.282   | 454.361        |
| 2008 | 47.430.019 | 1.567.712   | 446.629        |
| 2009 | 43.570.370 | 1.286.372   | 406.975        |
| 2010 | 45.211.749 | 1.512.256   | 402.375        |
| 2011 | 49.755.252 | 1.523.806   | 437.083        |
| 2012 | 51.035.590 | 1.483.448   | 437.904        |
| 2013 | 52.569.200 | 1.531.089   | 440.057        |
| 2014 | 54.978.023 | 1.633.195   | 452.687        |
| 2015 | 58.284.848 | 1.620.970   | 465.521        |
| 2016 | 63.625.664 | 1.662.282   | 496.256        |
| 2017 | 68.515.425 | 1.786.786   | 496.743        |
| 2018 | 71.053.157 | 1.738.468   | 499.446        |
| 2019 | 71.706.999 | 1.443.885   | 496.826        |
| 2020 | 20.881.464 | 1.441.521   | 227.304        |
| 2021 | 25.492.633 | 1.667.304   | 266.967        |
| 2022 | 52.472.188 | 1.437.812   | 397.646        |

## Schiphol Group
Aktionäre der Flughafen-Betreiberin Schiphol Group sind der niederländische Staat mit 69,77 Prozent, die Städte Amsterdam und Rotterdam mit 20,03 respektive 2,2 Prozent sowie Aéroports de Paris mit 8 Prozent.
Die Schiphol Group, die etwa 2200 Mitarbeiter beschäftigt, ist auch Betreiberin der Flughäfen Rotterdam und Lelystad und ist mit 51 Prozent am Flughafen Eindhoven beteiligt. Zudem ist die Tochtergesellschaft Schiphol USA Inc. an der JFK IAT beteiligt (Terminal 4, New York JFK), und über die Tochtergesellschaft Schiphol Australia besteht eine Beteiligung an der Brisbane Airport Corporation.
Im Rahmen einer strategischen Partnerschaft besteht seit Dezember 2008 eine Überkreuzbeteiligung mit dem Betreiber des Flughafens Paris-Charles de Gaulle, der neben Schiphol eines der Luftfahrt-Drehkreuze der Air-France-KLM-Gruppe bildet.
Schiphol Telematics ist spezialisiert in Telekommunikationsdienstleistungen. Das Unternehmen selbst wurde 1991 als Joint Venture zwischen KLM, KPN und Schiphol Group gegründet und gehört seit 2006 zu 100 % der Schiphol Group.
Angeboten werden Internet-, Voice-, LAN-, Wifi- und Carrier-Services.

## Zwischenfälle

### Flugunfälle
- Am 14. November 1938 wurde eine Douglas DC-3-194D der niederländischen KLM Royal Dutch Airlines (Luftfahrzeugkennzeichen PH-ARY) im Anflug auf den Flughafen Amsterdam-Schiphol mit unverminderter Reisegeschwindigkeit ins Gelände geflogen. Die vom Flughafen Berlin-Tempelhof kommende Maschine rutschte noch 125 Meter weiter, bis sie in einem Graben zum Stillstand kam. Durch diesen CFIT (Controlled flight into terrain) wurden 6 der 19 Insassen getötet, vier Besatzungsmitglieder und 2 Passagiere.[19]

- Am 14. November 1946 stürzte eine vom Flughafen Croydon (England) kommende Douglas DC-3 (PH-TBW) der niederländischen KLM Royal Dutch Airlines in schwierigen Wetterbedingungen beim dritten Landeversuch am Flughafen Schiphol ab und explodierte. Alle 21 Passagiere und fünf Besatzungsmitglieder wurden getötet.[20][21]

- Am 1. Mai 1948 verunglückte eine Douglas DC-6 der niederländischen KLM Royal Dutch Airlines (PH-TKW) bei einem Trainingsflug auf dem Flughafen Amsterdam. Der Trainingskapitän wollte einen Triebwerksausfall beim Start demonstrieren. Nach dem Abheben des Bugrads bei einer Geschwindigkeit von 169 km/h zog er den Gashebel des Triebwerks Nr. 1 (links außen) zurück. Das Flugzeug driftete nach links von der Startbahn herunter, die rechte Seite hob ab, aber die linke Tragfläche kollidierte mit einem Erdwall, anschließend endete das Ganze in einem Graben. Das gerade erst acht Tage zuvor an KLM gelieferte Flugzeug wurde zum Totalschaden. Alle 5 Besatzungsmitglieder, die einzigen Insassen, überlebten den Unfall.[22]

- Am 16. Juni 1948 wurde eine Douglas DC-4-1009 der niederländischen KLM Royal Dutch Airlines (PH-TCF) im Anflug auf den Flughafen Amsterdam Schiphol trotz mehrfacher Warnungen des Flugingenieurs durch den Kapitän derart langsam und tief angeflogen, dass sie weit vor der Landebahn Bäume berührte und 175 Meter vor der Bahn auf die Kante eines Grabens prallte, wieder hochsprang und auf der Landebahn aufschlug. Dies war so heftig, dass das Flugzeug irreparabel beschädigt war. Bei diesem CFIT (Controlled flight into terrain) überlebten alle 27 Insassen, sieben Besatzungsmitglieder und 20 Passagiere.[23]

- Am 14. Dezember 1951 verunglückte eine Douglas DC-4-1009 der schweizerischen Swissair (HB-ILO) am Flughafen Amsterdam Schiphol beim versuchten Durchstarten. Bei einem ILS-Anflug in dichtem Nebel kam es aufgrund falscher Vorgehensweise der Flugbesatzung zum Totalschaden des Flugzeugs. Alle 20 Insassen, vier Besatzungsmitglieder und 16 Passagiere, überlebten den Unfall.[24]

- Am 25. Mai 1953 brach der Kapitän einer Convair CV-240 der KLM (PH-TEI) den Start vom Flughafen Amsterdam ab, nachdem schon fast 20 Meter Höhe erreicht waren und das Fahrwerk eingefahren war. Das Flugzeug raste auf dem Bauch durch den Flughafenzaun über eine Straße in ein Feld. Zwei Mädchen auf der Straße wurden getötet. Die 34 Insassen des Flugzeugs überlebten (siehe auch Flugunfall der Convair CV-240 "Paulus Potter" der KLM).[25]

- Am 9. Mai 1970 kollidierte eine Douglas DC-3C (OO-AUX) der belgischen Delta Air Transport, betrieben von Sabena, beim Rollen auf dem Flughafen Amsterdam-Schiphol mit einem Stromaggregat. Der Erste Offizier hatte die Bremsen gelöst, obwohl noch kein Freizeichen vom Bodenpersonal zu sehen gewesen war. Aufgrund der Schadenshöhe wurde das Flugzeug als Totalverlust abgeschrieben.[26]

- Am 4. Oktober 1992 stürzte eine Frachtmaschine des Typs Boeing 747 der staatlichen israelischen Fluggesellschaft El Al kurz nach dem Start in Schiphol ab und schlug in einen Wohnblock in Amsterdam-Bijlmermeer ein, wobei 47 Menschen ums Leben kamen (siehe Hauptartikel El-Al-Flug 1862).

- Am 4. April 1994 stürzte eine Saab 340B (PH-KSH) der KLM Cityhopper auf einem Flug für KLM beim Durchstarten auf dem Flughafen Amsterdam ab. Die Maschine war auf dem Weg von Amsterdam nach Cardiff, als wegen eines Kurzschlusses eine Kontrollleuchte des Triebwerköldrucks aufleuchtete. Noch vor der Benutzung der Checkliste fuhr der Kapitän das rechte Triebwerk in den Leerlauf. Nach dem Durchgehen der Checkliste wurde beschlossen, den Flug fortzusetzen, der Kapitän vergaß jedoch, das heruntergefahrene Triebwerk wieder normal zu betreiben. Schließlich kehrten die Piloten doch nach Amsterdam um. Als sich der Kapitän dort zum Durchstarten entschied, rollte die Maschine unmittelbar vor der Landebahn mit 80° nach rechts und stürzte ab. Dabei kamen drei Personen ums Leben, 9 Insassen wurden verletzt. Grund war das Fehlverhalten der Piloten, welche den Propeller des vermeintlich beschädigten Triebwerks nicht in Segelstellung brachten (siehe auch KLM-Flug 433).[27]

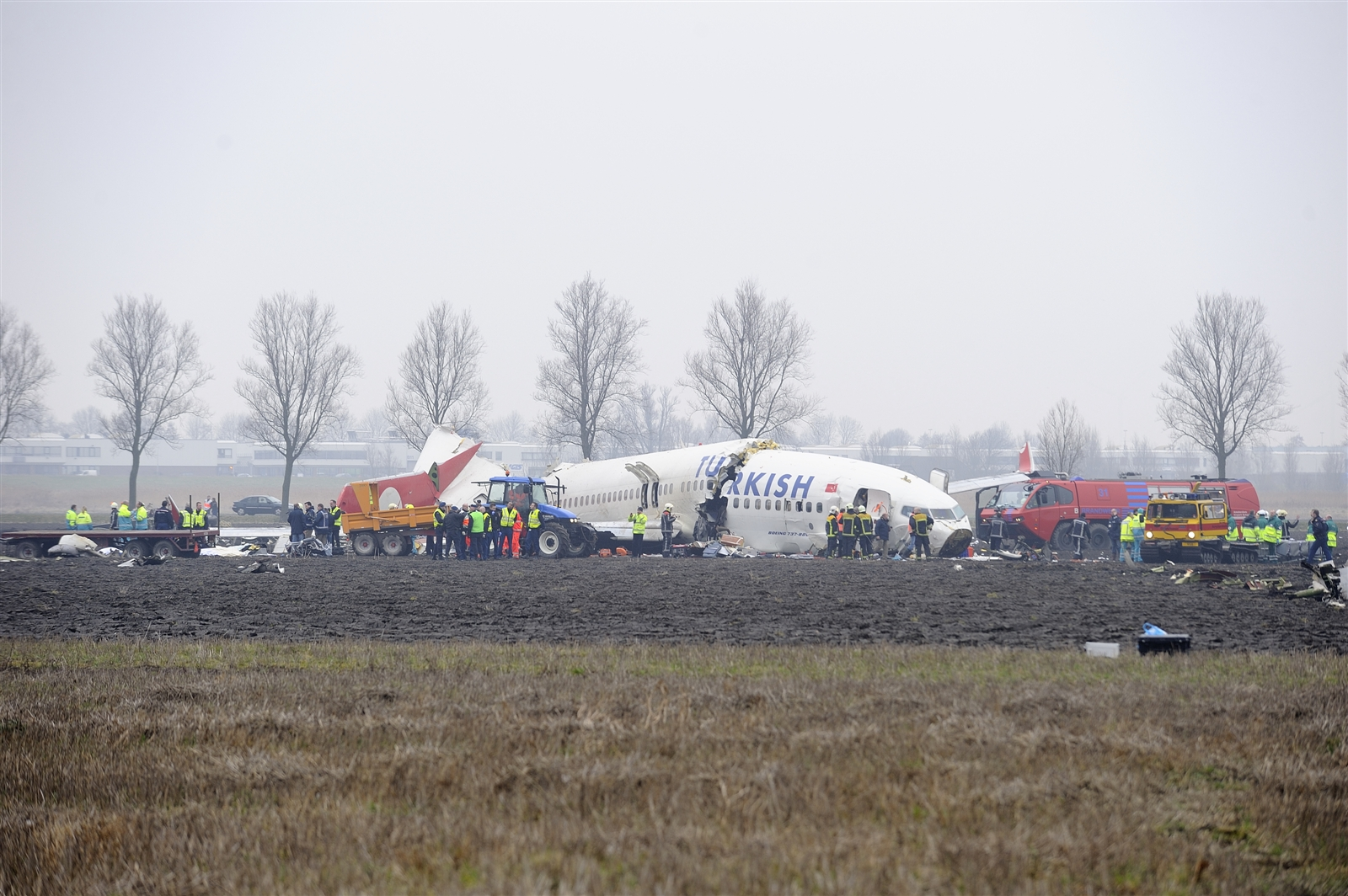
Das Wrack von Turkish-Airlines-Flug 1951

- Am 25. Februar 2009 stürzte eine Boeing 737-800 der Turkish Airlines beim Landeanflug vor der Landebahn 18R ab. Im abschließenden Untersuchungsbericht sieht die niederländische Flugsicherheitsbehörde den Auslöser in einem Defekt im Radar-Höhenmesser, auf den die Besatzung fehlerhaft reagierte.[28] Insgesamt kamen 9 Menschen ums Leben, 86 wurden zum Teil schwer verletzt (siehe Turkish-Airlines-Flug 1951).[29]

- Am 29. Mai 2024 starb auf dem Vorfeld eine Person, weil sie in das laufende Triebwerk einer Embraer 190 der Fluggesellschaft KLM Cityhopper gesogen wurde (siehe auch KLM-Flug 1341).[30][31]

### Sonstige Zwischenfälle
- Am 10. Mai 1940 wurden vier Douglas DC-3-194 der niederländischen KLM Royal Dutch Airlines (Luftfahrzeugkennzeichen PH-ALU, PH-ARX, PH-ASP, PH-AST) auf dem Flughafen Amsterdam-Schiphol bei einem Bombenangriff der deutschen Luftwaffe irreparabel beschädigt. Personen kamen nicht zu Schaden.[32][33][34][35]

- Bei einem Brand im Abschiebegefängnis des Flughafens Schiphol kamen in der Nacht zum 27. Oktober 2005 elf Menschen durch Kohlenmonoxidvergiftung ums Leben.[36][37] 15 weitere wurden verletzt. Der Zellenkomplex fasste 350 Gefangene, die mehrheitlich Abschiebehäftlinge, mutmaßliche Drogenschmuggler oder Personen sind, denen die Einreise in die Niederlande verweigert wurde. Im betroffenen Gefängnisteil hielten sich 43 Häftlinge und ihre Bewacher auf. Die Feuerwehr hatte das Feuer nach drei Stunden unter Kontrolle. Ein Teil des Gefängnisses wurde übergangsweise evakuiert. Brandursache war laut Ermittlungen die weggeworfene Zigarette eines Häftlings. Dieser wurde 2009 in einem Berufungsverfahren der Brandstiftung schuldig gesprochen. Für das Ausmaß des Brandes und die Todesfälle wurden jedoch Versäumnisse bei der Brandsicherheit in dem provisorischen Zellenkomplex und das verspätete Eintreffen der Rettungskräfte verantwortlich gemacht.[37]

## Besonderes
Der Flughafen beherbergt eine Außenstelle des Rijksmuseums Amsterdam, die bei freiem Eintritt wechselnde Ausstellungen präsentiert. Der Ausstellungsbereich liegt hinter der Passkontrolle und ist daher nur für Passagiere zugänglich.
Seit Januar 2012 stehen den Reisenden aus China speziell gekennzeichnete chinesischsprachige Mitarbeiter zur Verfügung.